# France aux Jeux olympiques d'été de 1972
L'équipe de France olympique participe aux Jeux olympiques d'été de 1972 à Munich. Elle y remporte treize médailles : deux en or, quatre en argent et sept en bronze, se situant à la dix-septième place des nations au tableau des médailles. L'escrimeur Jean-Claude Magnan est le porte-drapeau d'une délégation française comptant 225 sportifs (195 hommes et 30 femmes).

## Bilan général
| Place | Sport       | Médaille d'or, Jeux olympiques | Médaille d'argent, Jeux olympiques | Médaille de bronze, Jeux olympiques | Total |
| 1     | Voile       | 1                              | 1                                  | 0                                   | 2     |
| 2     | Cyclisme    | 1                              | 0                                  | 0                                   | 1     |
| 3     | Escrime     | 0                              | 1                                  | 2                                   | 3     |
| 4     | Athlétisme  | 0                              | 1                                  | 1                                   | 2     |
| 5     | Tir         | 0                              | 1                                  | 0                                   | 1     |
| 6     | Judo        | 0                              | 0                                  | 3                                   | 3     |
| 7     | Canoë-Kayak | 0                              | 0                                  | 1                                   | 1     |
| Total | Total       | 2                              | 4                                  | 7                                   | 13    |

## Liste des médaillés français

### Médailles d'or
| Sport              | Discipline  | Sportifs       | Performance |
| Médailles d'or : 2 |             |                |             |
| Cyclisme sur piste | Vitesse (H) | Daniel Morelon |             |
| Voile              | Finn        | Serge Maury    |             |

### Médailles d'argent
| Sport                  | Discipline          | Sportifs              | Performance |
| Médailles d'argent : 4 |                     |                       |             |
| Athlétisme             | 110 m haies (H)     | Guy Drut              | 13 s 34     |
| Escrime                | Épée (H)            | Jacques Ladegaillerie |             |
| Tir                    | Fosse olympique (H) | Michel Carrega        |             |
| Voile                  | Flying Dutchman     | Marc Pajot Yves Pajot |             |

### Médailles de bronze
| Sport                   | Discipline              | Sportifs                                                                         | Performance  |
| Médailles de bronze : 7 |                         |                                                                                  |              |
| Athlétisme              | 4 x 400 m (H)           | Gilles Bertould Jacques Carette Francis Kerbiriou Roger Vélasquez                | 3 min 00 s 7 |
| Canoë-Kayak             | C2 slalom (H)           | Jean-Claude Olry Jean-Louis Olry                                                 |              |
| Escrime                 | Fleuret (H)             | Christian Noël                                                                   |              |
| Escrime                 | Fleuret par équipes (H) | Gilles Berolatti Jean-Claude Magnan Christian Noël Daniel Revenu Bernard Talvard |              |
| Judo                    | Toutes catégories (H)   | Jean-Claude Brondani                                                             |              |
| Judo                    | 80 kg (H)               | Jean-Paul Coche                                                                  |              |
| Judo                    | 63 kg (H)               | Jean-Jacques Mounier                                                             |              |

## Engagés français par sport

### Athlétisme
| Épreuve           | Hommes | Femmes                                                                                 |
| ----------------- | --- | -------------------------------------------------------------------------------------- |
| 100 m             | Alain Sarteur : 1/2 finale Dominique Chauvelot : 1/4 de finale André Byrame : 1er tour                    | Sylviane Telliez : 1/4 de finale                                                       |
| 200 m             | Bruno Cherrier : 1/2 finale Lucien Sainte-Rose : 1/2 finale René Metz : 1/4 de finale                     | Sylviane Telliez : 1/2 finale                                                          |
| 400 m             | Gilles Bertould : 1/4 de finale Francis Kerbiriou : 1/4 de finale Daniel Vélasquez : 1/4 de finale        | Nicole Duclos : 1/2 finale Colette Besson : 1/4 de finale                              |
| 800 m             | Alain Sans : 1/2 finale Francis Gonzalez : 1er tour Roqui Sanchez : 1er tour                              | Martine Duvivier : séries                                                              |
| 1 500 m           | Jean-Pierre Dufresne : 1/2 finale Jacky Boxberger : 1/2 finale                                            |                                                                                        |
| 5 000 m           | Raymond Zembri : séries                                                                                   |                                                                                        |
| 10 000 m          | Noël Tijou : séries                                                                                       |                                                                                        |
| Marathon          | Fernand Kolbeck : 28e                                                                                     |                                                                                        |
| 50 km marche      | Jean-Claude Decosse : abandon                                                                             |                                                                                        |
| 100 m haies       | | Jacqueline André : 1/2 finale                                                          |
| 110 m haies       | Guy Drut : Médaille d'argent (13 s 34)                                                                    |                                                                                        |
| 400 m haies       | Jean-Pierre Corval : 1/2 de finale Jean-Pierre Perrinelle : séries                                        |                                                                                        |
| 3 000 m steeple   | Jean-Paul Villain : finale (11e place) Gérard Buchheit : séries                                           |                                                                                        |
| 4 x 100 m         | Patrick Bourbeillon, Jean-Pierre Grès, Gérard Fenouil, Bruno Cherrier : finale (7e place)                 |                                                                                        |
| 4 x 400 m         | Gilles Bertould, Daniel Vélasques, Francis Kerbiriou, Jacques Carette : Médaille de bronze (3 min 00 s 7) | Martine Duvivier, Colette Besson, Bernadette Martin, Nicole Duclos : finale (4e place) |
| Saut en hauteur   | Bernard Gauthier : finale (14e place) Henry Elliott : finale (15e place)                                  |                                                                                        |
| Saut à la perche  | Hervé d'Encausse : finale (non classé) François Tracanelli : finale (8e place)                            |                                                                                        |
| Saut en longueur  | Jacques Rousseau : finale (10e place) Christian Tourret : qualifications                                  | Odette Ducas : qualifications                                                          |
| Triple-saut       | Bernard Lamitié : finale (10e place)                                                                      |                                                                                        |
| Lancer du poids   | Yves Brouzet : finale (12e place) Arnjolt Beer : qualifications                                           |                                                                                        |
| Lancer du marteau | Jacques Accambray : finale (19e place) Vladimir Prikhodko : qualifications                                |                                                                                        |
| Lancer du javelot | Lolésio Tuita : finale (11e place)                                                                        |                                                                                        |
| Pentathlon        | | Marie-Christine Debourse : 17e place Odette Ducas : 22e place                          |
| Décathlon         | Yves Le Roy : 12e                                                                                         |                                                                                        |

### Aviron
- Roland Thibaut
- Patrick Sellier
- Roger Rouyer
- Jean-Noël Ribot
- Yves Rebelle
- Jean Perrot
- Yves Oger
- Jean-Jacques Mulot
- Alain Lacoste
- Yves Fraisse
- Jacques Filippini
- Christian Durniak
- Jean-Claude Coucardon
- Jean-Luc Correia
- Gérard Chenuet
- Philippe Cabut
- Bernard Bruand
- Gérard Boyer

### Boxe
- Aldo Cosentino
- Henri Moreau
- Rabah Khaloufi
- Michel Belliard
- Guitry Bananier
- Maurice Apeang

### Canoë-kayak
14 sportifs (13 hommes et 1 femme) français se qualifient pour les Jeux olympiques de 1972 :
- Alain Acart
- Claude Baux
- François Bonnet
- Jean-Louis Olry
- Jean-Claude Olry
- Michel Trenchant
- Didier Niquet
- Jean-François Millot
- Patrick Maccari
- Éric Koechlin
- Françoise Gaud
- Gérald Delacroix
- Jean-Pierre Cordebois
- Alain Colombe

### Cyclisme
- Michel Zuccarelli
- Pierre Trentin
- Guy Sibille
- Gérard Quintyn
- Régis Ovion
- Jean-Claude Meunier
- Raymond Martin
- Claude Magni
- Jean-Jacques Fussien
- Henri Fin
- Marcel Duchemin
- Bernard Bourreau
- Jacques Bossis
- Bernard Bocquet
- Daniel Morelon

### Équitation
- Marcel Rozier
- Michel Robert
- Hubert Parot
- Janou Lefèbvre
- Patrick Le Rolland
- François Fabius
- Pierre Durand
- Marc Deuquet
- Armand Bigot
- Dominique Bentejac

### Escrime
- Bernard Vallée
- Catherine Rousselet-Ceretti
- Serge Panizza
- Pierre Marchand
- François Jeanne
- Claudie Herbster-Josland
- Brigitte Gapais-Dumont
- Bernard Dumont
- Marie-Chantal Depetris-Demaille
- Jacques Brodin
- Régis Bonnissent
- Philippe Bena
- Jean-Pierre Allemand
- Bernard Talvard
- Daniel Revenu
- Jean-Claude Magnan
- Gilles Berolatti
- Jacques Ladègaillerie
- Christian Noël

### Gymnastique
- Nadine Audin : concours général de gymnastique par équipes[1] (classement : 13e) :
- Jean-Pierre Miens
- Christian Guiffroy
- Christian Deuza
- Henri Boerio
- Bernard Farjat
- Georges Guelzec
- Véronique Tilmont
- Pascale Hermant
- Elvire Gertosio
- Catherine Daugé
- Mireille Cayre
- maryse Gendre Maso

### Haltérophilie
- Aimé Terme
- Pierre Gourrier
- Jean-Paul Fouletier

### Hockey sur gazon
L'équipe de France de hockey sur gazon termine septième du tournoi olympique. Parmi les joueurs, on compte :
- Patrick Burtschell
- Georges Corbel
- Georges Grain
- Christian Honegger
- Yves Langlois
- Olivier Moreau
- Éric Pitau
- Charles Pous
- Pierre Roussel
- Jean-Paul Sauthier
- Alain Tétard
- Marc Remise
- Thierry Havet
- Jean-Luc Darfeuille
- Francis Coutou
- Marc Chapon
- Gilles Capelle

### Judo
- Patrick Vial
- Pierre Albertini
- Jean-Jacques Mounier
- Jean-Paul Coche
- Jean-Claude Brondani

### Lutte
Cinq lutteurs français se qualifient pour les Jeux olympiques de 1972 :
- Théodule Toulotte
- Daniel Robin
- André Bouchoule
- Georges Carbasse
- Michel Grangier

### Natation
- Gilles Vigne
- Chantal Schertz
- Michel Rousseau
- Christine Petit
- Alain Mosconi
- Jean-Jacques Moine
- Roger-Philippe Menu
- Claude Mandonnaud
- Sylvie Le Noach
- Alain Hermitte
- Pierre-Yves Copin
- Bernard Combet
- Martine Claret
- Josiane Castiau
- Pierre Caland
- Jean-Paul Berjeau
- Guylaine Berger
- Pierre Baehr

### Pentathlon moderne
- Raoul Gueguen
- Michel Gueguen
- Jean-Pierre Giudicelli

### Plongeon
Trois plongeurs français (2 hommes et 1 femme) se qualifient pour les Jeux olympiques de 1972 :
- Christiane Wiles-Mazurier
- Alain Goosen
- Jacques Deschouwer

### Tir
- Roger Renaux
- Élie Penot
- André Noël
- Roger Mangin
- Jean-Richard Germont
- Michel Fontaine
- Jean Faggion
- Gilbert Emptaz
- Gérard Denecheau
- Patrice de Mullenheim
- Jean Baumann
- Jean-Jacques Baud
- Michel Carrega

### Tir à l'arc
- Louis-Henry Lemirre
- Herrad Frey
- Jacques Doyen
- Pierrette Dame
- Alain Convard

### Voile
- Marcel Troupel
- René Sence
- Patrick Rieupeyrout
- Yves Pellerin
- Jean-Marie le Guillou
- François Girard
- Bernard Drubay
- Yves Devillers
- Bertrand Cheret
- Yves Pajot
- Marc Pajot
- Serge Maury